# Manifest

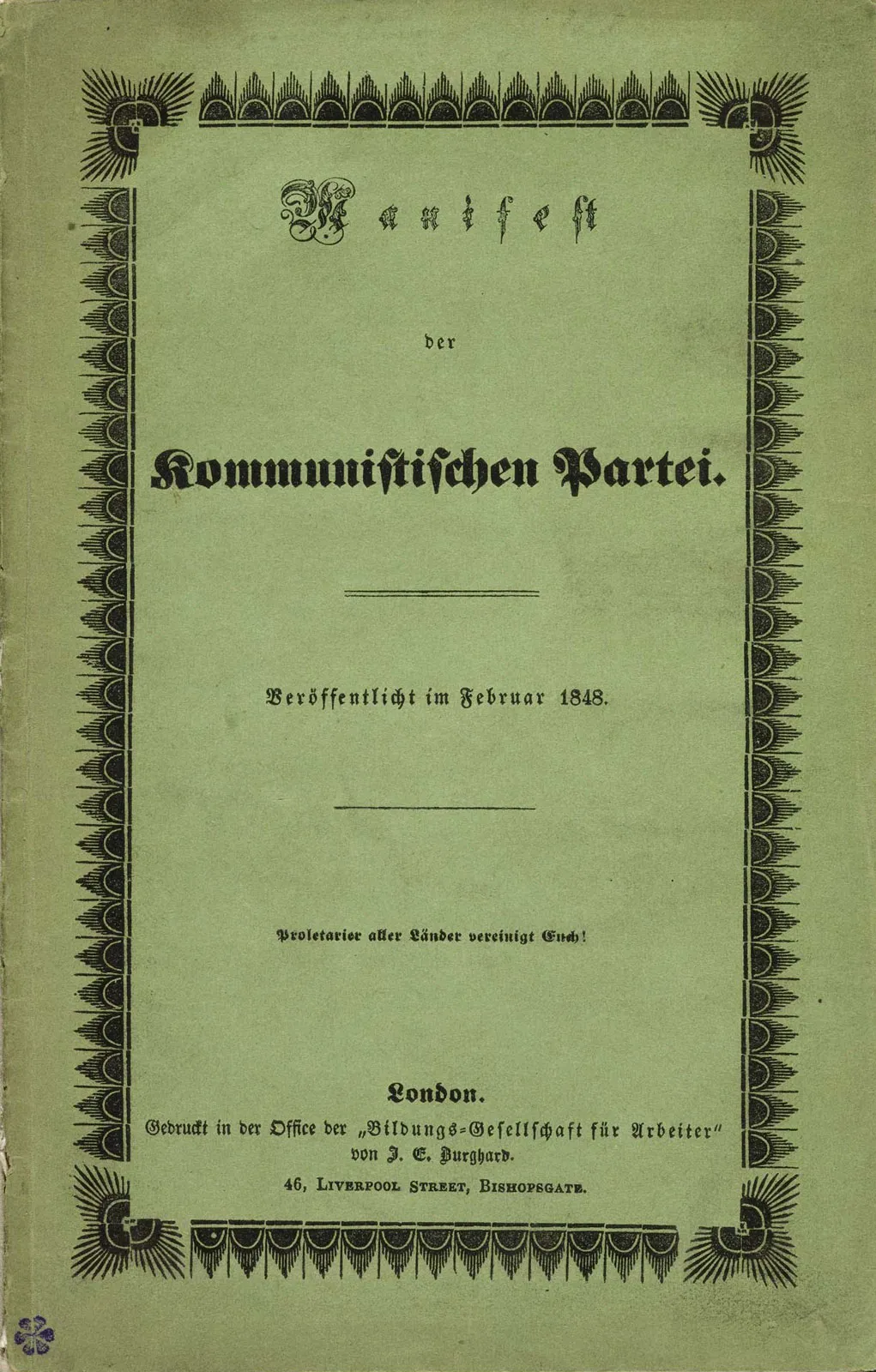
Titelblatt der Erstausgabe des Manifests der Kommunistischen Partei

Ein Manifest (von lateinisch manifestus ‚handgreiflich gemacht‘, ‚offenbart‘) ist eine öffentliche Erklärung von Zielen und Absichten, oftmals politischer Natur. Der Begriff wird vielseitig verwendet, eine allgemein akzeptierte Definition existiert nicht. Manifeste sollen in der Regel eine breite Öffentlichkeit erreichen. Martin Puchner sieht Manifeste als Sprechakte, die das Ziel haben, die Welt zu verändern. In der Wissenschaft werden in der Regel literarische, künstlerische und politische Manifeste unterschieden.

## Begriffsgeschichte
Der Begriff entstammt dem kaufmännischen Bereich und dem Seerecht. Später weitete sich die Bedeutung aus und beschrieb Erklärungen von Herrschenden zu wichtigen Angelegenheiten. In der französischen Revolution änderte sich die Funktion des Manifests, es wurde fortan weniger von Regierenden als von Oppositionellen verwendet. Trotzdem wurde der Begriff auch weiter von Herrschenden verwendet: Die Kriegserklärung An Meine Völker! des Kaisers Franz-Joseph zum Beginn des Ersten Weltkriegs nannte dieser ebenfalls „Manifest“. Martin Puchner sieht das Kommunistische Manifest als erstes Beispiel für das Manifest als Genre.

## Beispiele
- Agiles Manifest
- Braunschweiger Manifest
- Buchenwalder Manifest
- Cluetrain-Manifest
- Comic-Manifest
- Conservative Manifesto
- Dadaistisches Manifest (Huelsenbeck)
- Das deutsche Manifest
- Das personalistische Manifest
- Davoser Manifest (1973)
- Dogma 95
- Esprit nouveau
- GNU Manifesto
- Hackermanifest
- Heidelberger Manifest
- Manifest der 12
- Manifest der 93
- Manifest der 121
- Manifest der 2000 Worte
- Manifest der Kommunistischen Partei
- Manifest des Bundes Demokratischer Kommunisten Deutschlands
- Manifest des evolutionären Humanismus
- Manifest des freien Urchristenthums
- Manifest des Futurismus
- Manifest des Herzogs von Braunschweig
- Manifeste du Surréalisme
- Manifest gegen die Arbeit
- Marburger Manifest
- Müttermanifest
- Oberhausener Manifest
- Ökologisches Manifest
- Prager Manifest
- Russell-Einstein-Manifest
- The Puzzy Power Manifesto
- Manifeste der Rosenkreuzerbruderschaft
- Unabomber-Manifest
- Wyborger Manifest
- 1890 Manifest